# Kangal çoban köpeği

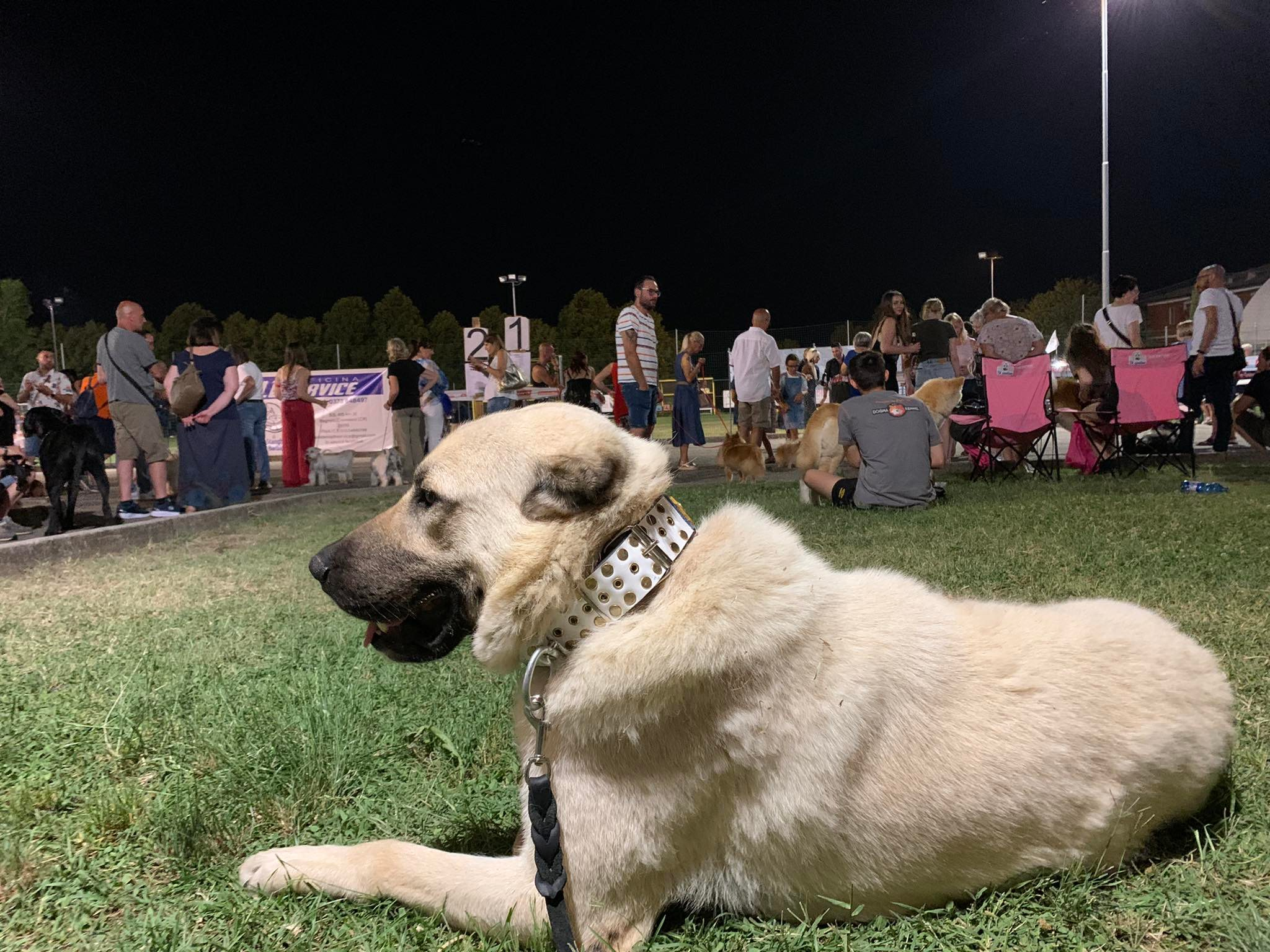
Kangal çoban köpeği.

Il Kangal çoban köpeği (anteriormente cane da pastore dell'Anatolia) è una razza di cane originaria dell'Anatolia (Turchia centrale). Come indica il suo nome, è allevato principalmente come guardiano di greggi, sebbene oggigiorno sia diffuso in molti paesi anche come cane da compagnia.
In realtà, la razza "Pastore dell'Anatolia" è da ritenersi una invenzione dell'allevamento occidentale. In Turchia si distinguono almeno tre varietà di pastori-custodi ben distinte tra loro: il Kangal, conosciuto anche come Karabash ("testa nera"); l'Akbash ("testa bianca"), esponente del gruppo dei Grandi Cani Bianchi (assieme al Cane da Montagna dei Pirenei, al Mastino Abruzzese, al Pastore di Tatra, ecc.), ed il meno noto Aksaray. Il Pastore dell'Anatolia è ritenuto un incrocio di questi diversi tipi, ed effettivamente la sua morfologia è intermedia fra le distinte varietà.

## Storia
Di origini molto antiche, la sua storia è sicuramente comune a quella degli altri cani pastori custodi asiatici. È sorprendente la sua somiglianza con i cani da guerra assiri raffigurati sui bassorilievi del palazzo Assurbanipal a Ninive, nell'odierno Iraq. Nel corso dei secoli la razza si è poi adattata alle esigenze della pastorizia. La sua funzione storica è infatti quella di difensore delle greggi e dei villaggi sull'altopiano anatolico. L'ambiente ostile in cui il Pastore dell'Anatolia si è sviluppato ha fatto sì che venisse selezionata una razza capace di resistere a condizioni climatiche estreme.

## Descrizione
Nello standard di razza il colore del manto deve essere unico, sono accettati colori nel gradiente fulvo chiaro - grigio lupo. La presenza di una macchia più chiara o bianca sul petto e di calzini non sono escluse, così come la punta della coda bianca. La presenza della maschera nera sul muso è invece obbligatoria. Il pelo è corto e folto con sottopelo fitto, o semilungo. Leggermente più lungo e folto sul collo e sulle spalle. Gli occhi sono piuttosto piccoli in proporzione al cranio, a mandorla, ben distanziati e profondi; palpebre nere. Le orecchie sono di dimensioni medie e forma triangolare, arrotondate sulla punta, portate piatte sul cranio e pendenti; tendono a sollevarsi quando il cane è all'erta, in Turchia sono amputate corte e a volte arrotondate. La testa è grande, larga tra le orecchie, con salto naso-frontale non molto accentuato. I maschi adulti devono avere la testa più larga delle femmine. Muso leggermente più corto della metà della lunghezza totale della testa. Labbro superiore leggermente cascante (ma solo a coprire il labbro inferiore). Profilo squadrato. Collo forte e leggermente arcuato, non molto lungo, spalle muscolose di media angolatura col braccio. Buona ossatura, ma non grossolana e muscolatura lunga e forte.
Linea dorsale forte e rettilinea, con groppa muscolosa ed obliqua, coda attaccata alta e più o meno arrotolata sul dorso quando il cane è in movimento. Lunga almeno fino al garretto e leggermente curva in punta quando il cane è a riposo. Arti posteriori bene in appiombo, lunghi e muscolosi, piedi ovali robusti con dita serrate ed arcuate, cuscinetti adatti alla marcia su tutti i terreni. Presenza o meno di speroni, anche doppi.

## Carattere
Abituato a lavorare in assenza del pastore anche per molti giorni, ha sviluppato un carattere forte e indipendente.
Questo cane ha fatto parte della Lista delle razze canine pericolose ormai non più in vigore.